# Schornsteinbrand

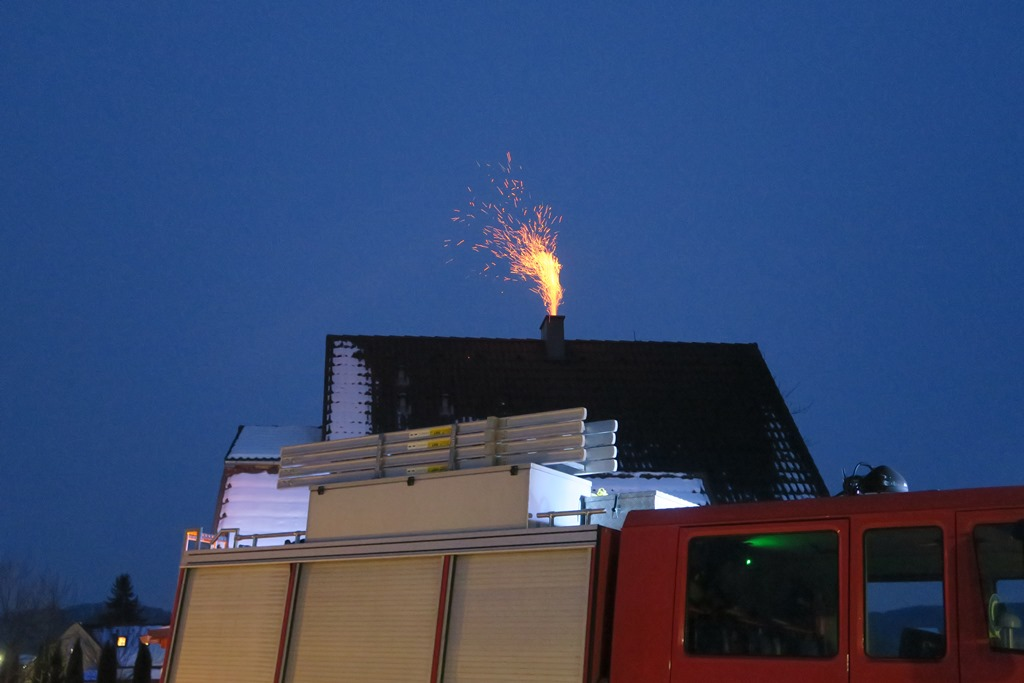
Schornstein-/Kaminbrand

Ein Schornsteinbrand oder Kaminbrand entsteht, wenn im Schornstein abgelagerter Ruß aus unvollständiger Verbrennung oder kondensierter Holzteer durch zu heißes Rauchgas entzündet wird.
Dabei kann es zu Temperaturen von bis zu 1200 °C im Schornsteinzug kommen.

## Allgemeines

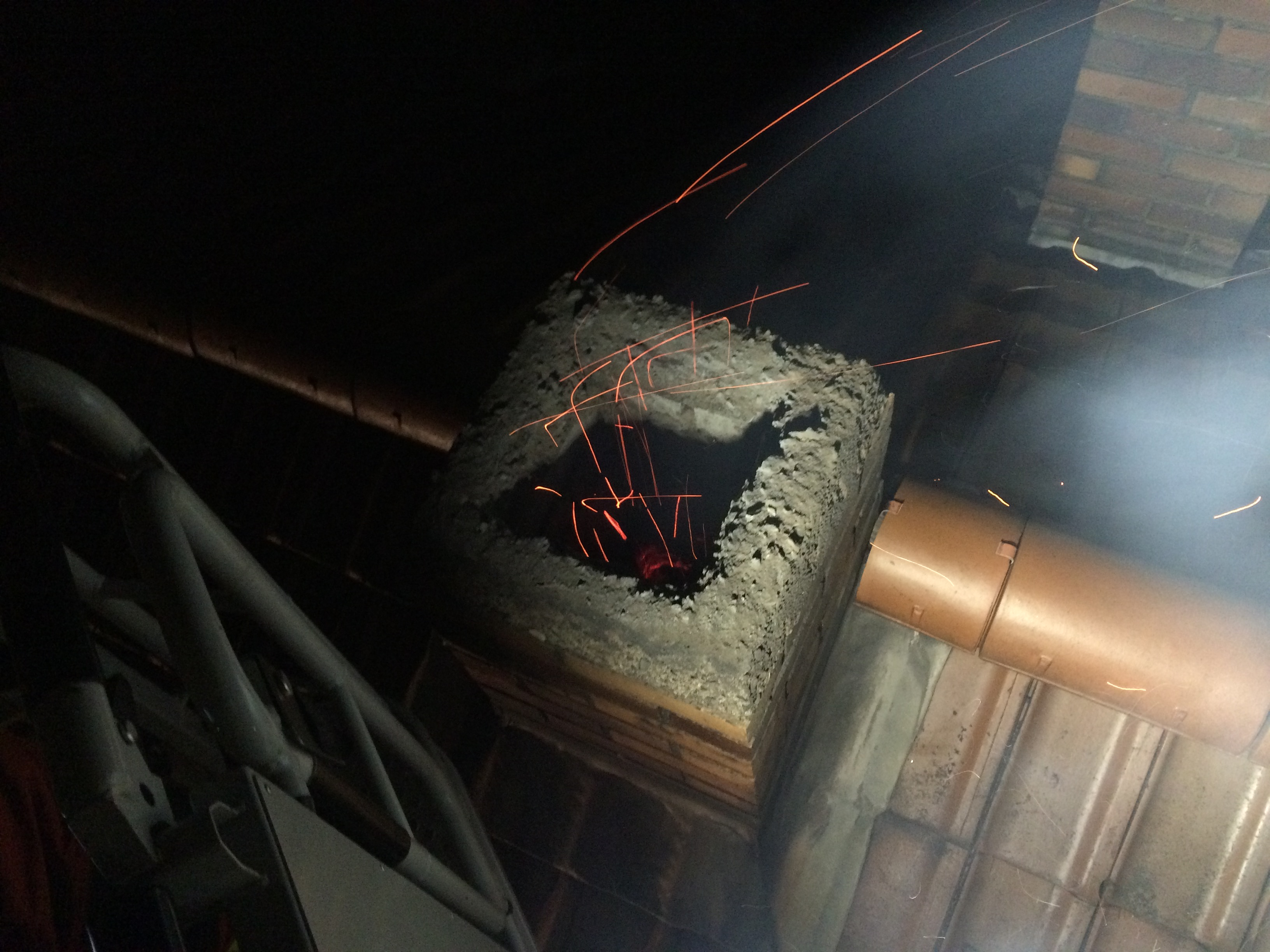
Schornstein-/Kaminbrand aus dem Korb einer Drehleiter heraus fotografiert

Durch unvollständige Verbrennung entsteht
- Schmierruß, Glanzruß oder Hartruß bei festen Brennstoffen bzw.
- Flockenruß bei flüssigen und gasförmigen Brennstoffen.

Im ersten Fall ist der eigentliche Ruß (= reiner Kohlenstoff, staubförmig) in hochsiedendem Kondensat klebrig gebunden, im anderen liegt der Kohlenstoff sehr fein verteilt und unter Einlagerung von reichlich Luft vor. Beides fördert die Entzündung und das Weiterbrennen von Ruß.
Unvollständige Verbrennung findet statt,
- wenn man nasses Holz oder andere ungeeignete Brennstoffe (z. B. Fette) verheizt und/oder
- wenn Brennstoffe unter Sauerstoffmangel verbrennen,
- wenn Heizgaswege und Verbindungsstücke der angeschlossenen Feuerstätten verschmutzt sind,
- wenn Kachelöfen fehlgeplant sind und der vorhandene Schornsteinauftrieb den notwendigen Förderdruck zur Überwindung der Widerstände nicht leistet.

Auch bei Heizkesseln für feste Brennstoffe besteht diese Gefahr: Wird keine Wärme abgenommen, fahren die Kessel in den Teillastbereich; durch eine gedrosselte Luftzufuhr erfolgt die Verbrennung unvollständig: Kohlenmonoxid und Ruß entstehen. Daher werden seit den 1990er Jahren Pufferspeicher eingesetzt, die einen durch mangelnde Wärmeabnahme verursachten Teillastbetrieb oder ein Abregeln der Verbrennungsluft verhindern.
Die Ablagerung von Rußpartikeln im Schornstein wird begünstigt durch einen deutlich zu großen oder zu kleinen Schornsteinquerschnitt:
- Ein zu kleiner Querschnitt bremst die Abgase; sie brauchen länger auf ihrem Weg bis zur Austrittsöffnung; im Abgas enthaltene Rußpartikel neigen eher dazu, sich an den Schornsteininnenwänden abzulagern.

- Ein zu großer Querschnitt des Schornsteins führt dazu, dass die Schornsteininnenwände nach dem Beginn des Heizvorganges relativ lange kühl bleiben und bietet eine größere Fläche zur Kondensation. Im Abgas enthaltene Feuchtigkeit und Rußpartikel neigen dazu, an den Schornstein-Innenwänden zu kondensieren bzw. sich abzulagern.

Die Kondensation führt gelegentlich zur Versottung. Dabei werden die Mörtelfugen durch chemische Prozesse in Gips umgewandelt. Verantwortlich hierfür sind maßgeblich H2SO3 und H2SO4 (Schwefelsäureverbindungen). Durch solche Mauerwerksfugen können heiße Rauchgase entweichen, die zusammen mit Funkenflug das trockene Holz eines Dachstuhls, dort hängende Spinnweben oder auf dem Dachboden gelagerten Hausrat entzünden können. Durch die
hohen Temperaturen und die starke Längenausdehnung des Schornsteins kann es auch zu Rissen kommen. Dadurch kann die Standfähigkeit von Schornsteinen gefährdet sein. Bei Längsrissen besteht die Gefahr, dass Teile der Schornsteinwange ausbrechen und der Schornsteinbrand ins Gebäude übergreift.
Moderne Schornsteine sind wärmegedämmt: Das abgasberührende Innenrohr (zum Beispiel aus Keramik oder Edelstahl) ist mit einer stehenden Luftschicht hinterlüftet oder von einer dämmenden Schicht aus Mineralwolle umschlossen. Vor dem Jahr 1970 baute man auch Keramikrohre, die von Granulatsteinchen (Perliten) umgeben waren. Diese Schornsteine weisen gute Wärmedurchgangswiderstände auf; an ihren Innenwangen kondensiert es weniger als an nicht wärmegedämmten einschaligen (zum Beispiel gemauerten) Schornsteinen.
Moderne mehrschalige Schornsteinsysteme sind nur bedingt widerstandsfähig gegen Schornsteinbrände. Während sich die metallischen Innenschalen regelmäßig deformieren, besteht bei keramischen Einsatzrohren die Gefahr von Rissen durch kinetische Kräfte.

## Gefahren
Bei einem Schornsteinbrand werden die umliegenden Wände derart erhitzt, dass angrenzendes Mobiliar (z. B. Schränke) in Brand geraten kann. Es kann bis zu 6 Stunden dauern, bis die Hitze das Mauerwerk des Schornsteins durchdringt.
Bei unsachgemäßen Löschversuchen mit Wasser können erhebliche Schäden auftreten und es kann zu Verletzungen (Verbrühung) kommen. Des Weiteren besteht die Gefahr einer Rauchgasvergiftung, wenn der Abzug des Schornsteins nicht mehr gegeben ist und der Rauch z. B. durch Reinigungsöffnungen in die Wohnräume eindringt.

## Auslöser des Brandes

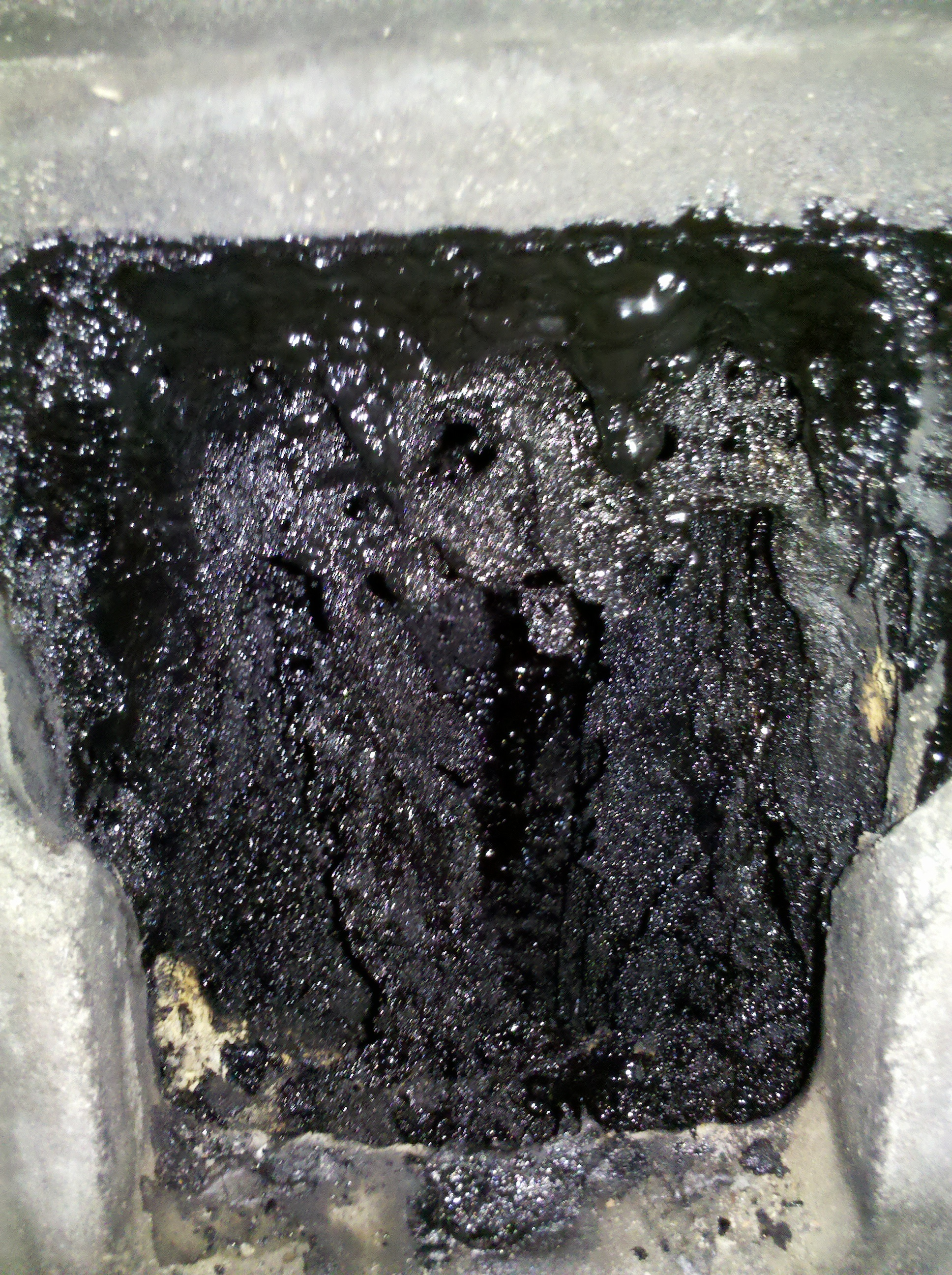
Komplett zugesetzter Schornstein nach einem Rußbrand

Mehrere Faktoren bzw. deren Zusammenwirken können einen ungewollten Schornsteinbrand hervorrufen:
- Flammen können in Verbindungsstücke (Ofenrohre) oder Züge der Feuerstätte hineinschlagen und dort befindlichen Ruß entzünden
- Glut wird durch starken Schornsteinzug in Verbindungsstück oder Schornstein hineingetragen und entzündet dort den Ruß
- Langflammiges Brandgut (z. B. Nadelhölzer, vor allem deren Zweige) oder Brandgut, das den Brennraum extrem heiß macht

## Brandbekämpfung

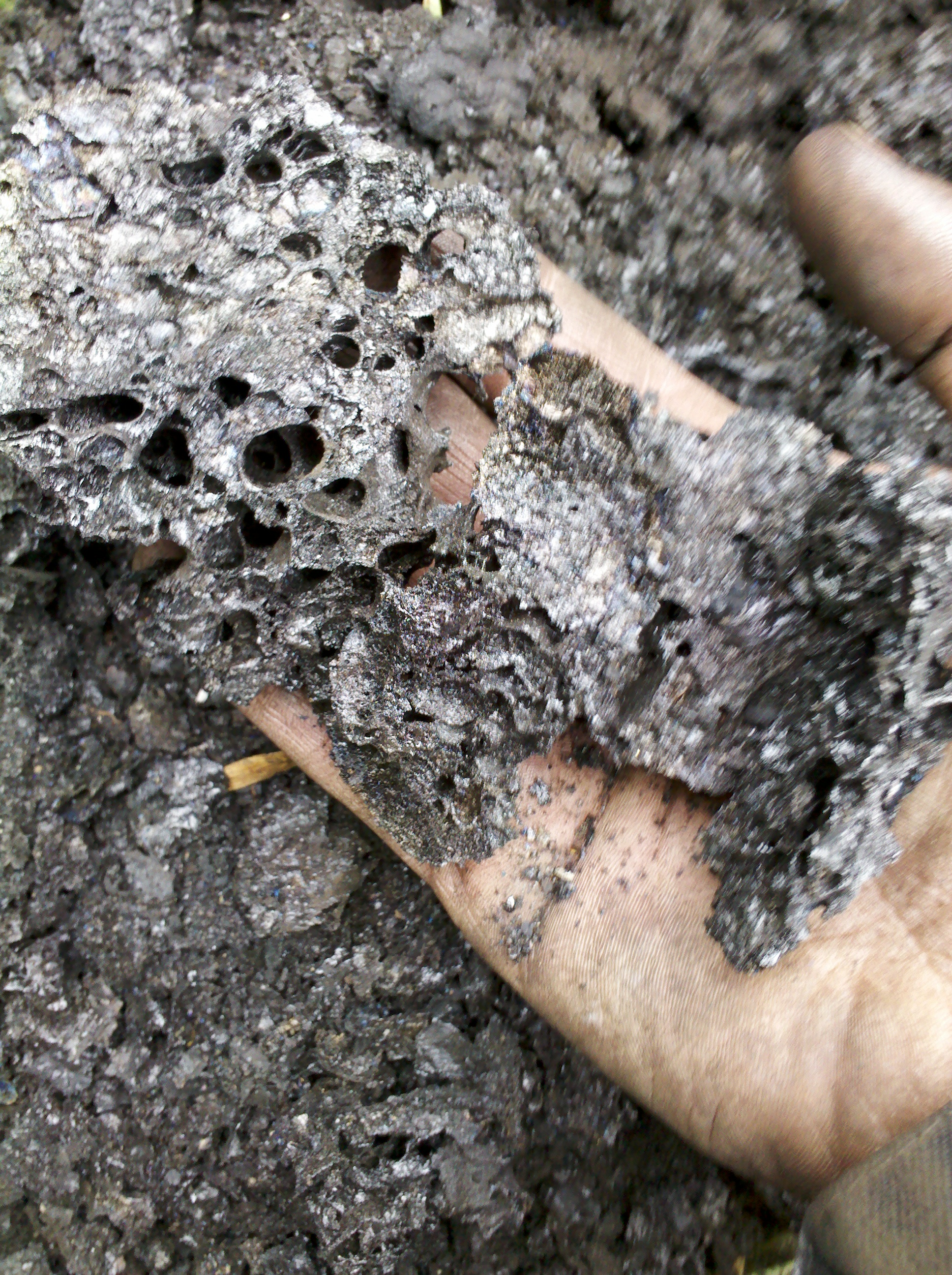
Stark aufgequollener Ruß nach einem Schornsteinbrand

Der Schornsteinbrand ist der einzige Brand, der in aller Regel nicht gelöscht wird. Die Sicherheitsmaßnahmen bestehen darin, den Schornstein in seiner gesamten Länge von Feuerwehreinsatzkräften überwachen zu lassen.
Ein Schornsteinbrand darf nicht mit Wasser gelöscht werden. 1 Liter Wasser ergeben bei einer Temperatur von 100 °C ca. 1700 Liter Wasserdampf. Wenn Wasser in den Schornstein geschüttet oder gespritzt würde, käme es zu einem schlagartigen Druckanstieg im Schornstein, der ihn schwer beschädigen könnte.
Möglichkeiten zur Brandbekämpfung sind:
- Den Schornstein unter ständiger Beobachtung („kontrolliert“) ausbrennen lassen. Dabei sollte man die Luftzufuhr „von unten“ minimieren, also die Tür des Ofens geschlossen halten. Falls an dem brennenden Schornstein mehrere Öfen angeschlossen sind, gilt das für alle Öfen.
- Mit Kaminkehrerwerkzeug den brennenden Ruß von den Wänden des Schornsteinzuges lösen und diesen am Fuß des Schornsteins ausbrennen lassen oder dem Schornstein entnehmen und außerhalb des Schornsteins (zum Beispiel im Heizungskeller) ablöschen.
- Da der Ruß durch die hohen Verbrennungstemperaturen aufquellen kann, ist ein Verschluss des Schornsteines mit geeignetem Gerät zu verhindern.
- Pulverlöscher sind sehr effizient einsetzbar. Ein möglicher negativer Nebeneffekt ist aber die hohe Verschmutzung der Umgebung.
- Der Schornstein kann mit Kohlendioxid geflutet werden.

Es empfiehlt sich, die Feuerwehr sofort nach Entdecken des Schornsteinbrandes zu benachrichtigen, diese wird dann im Regelfall den zuständigen bevollmächtigten Bezirksschornsteinfeger mitalarmieren.
Nachdem das Feuer gelöscht wurde, sollte der Schornstein noch mehrere Stunden beobachtet werden, da er noch sehr viel Hitze ausstrahlt und angrenzende brennbare Bauteile entzünden könnte.

## Geschichte

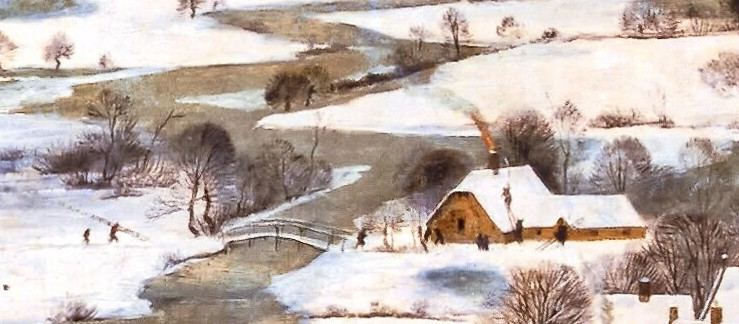
Schornsteinbrand auf dem Gemälde Die Jäger im Schnee von Pieter Bruegel d. Ä., 1565

Der Verhütung eines Schornsteinbrandes dienten beispielsweise Anordnungen unter Pfalzgraf Karl IV. aus dem Jahr 1772 im Zusammenhang mit häuslichen Feuerstätten. Nach gleichzeitigen Bauvorschriften durften keine Holzschornsteine mehr errichtet, keine hölzernen Schläuche mehr eingebaut werden, die den Rauch der Feuerstätte zum Kamin zu leiten hatten, wie es auch untersagt wurde, Ofenrohre zum Fenster hinauszuführen.